# Мело, Тулио ди
Ту́лио Вини́сиус Фро́эс ди Ме́ло (порт.-браз. Túlio Vinícius Fróes de Melo; 31 января 1985, Монтис-Кларус) — бразильский футболист, нападающий.

## Биография
Тулио ди Мело начал карьеру в клубе «Атлетико Минейро». В 2004 году на правах аренды перешёл в датский «Ольборг». С 2005 по 2008 годы выступал во Франции в команде «Ле-Ман», в которой получил репутацию мощного нападающего. Особо де Мелу отметился в начале сезона 2007/08, когда забил 10 голов в 19 встречах. Его игра заинтересовала клубы итальянской Серии «A» «Парму» и «Палермо». В итоге нападающий подписал контракт с «Палермо». В новом клубе Мелу сыграл только 45 минут в матче Кубка Италии против клуба «Равенна». В июле 2008 года игрок был выставлен на трансфер.
31 августа 2008 года Тулио ди Мело перешёл в «Лилль». Там он выступал на протяжении пяти с половиной лет, в 2011 году стал чемпионом и обладателем Кубка Франции. В январе 2014 года Мелу покинул «Лилль» и перешёл в Эвиан, где провёл всего полгода. Проведя следующие полгода без клуба, в январе 2015 года Мелу оказался в испанском «Вальядолиде». Уже в июле 2015 года он вернулся в Бразилию, подписав контракт с клубом «Шапекоэнсе». В январе 2016 года Мелу стал игроком «Спорт Ресифи». В январе 2017 перешёл в свой бывший клуб на правах аренды. В отсутствие на поле травмированного в авиакатастрофе Нето Тулио выводил «Шапекоэнсе» с капитанской повязкой.
В 2018 году Тулио перешёл в японскую «Ависпу Фукуоку».

## Достижения
- Чемпион Франции (1): 2011
- Чемпион штата Санта-Катарина (1): 2017
- Обладатель Кубка Франции (1): 2011